# Chrioloba olivaria
Chrioloba olivaria är en fjärilsart som beskrevs av Swinhoe 1897. Chrioloba olivaria ingår i släktet Chrioloba och familjen mätare. Inga underarter finns listade i Catalogue of Life.